# 1964 na Alemanha
Esta é uma cronologia dos fatos acontecimentos de ano 1964 na Alemanha.

## Eventos
- 11 de janeiro: A última equipe olímpica da Alemanha é convocada para os Jogos Olímpicos de Inverno e de Verão.
- 12 de junho: A Alemanha Oriental assina o tratado de amizade com a União Soviética.[1]
- 1 de julho: Heinrich Lübke é reeleito presidente da República Federal da Alemanha.[1]
- 28 de novembro: É fundado o Partido Nacional Democrata Alemão em Hanover.[1]